# Liste des épisodes de Superstructures

Cet article recense la liste des épisodes de l'émission de télévision Superstructures.

## Épisodes

### 01. Les Tours Petronas
Les tours jumelles de Petronas, à Kuala Lumpur, trônent à la tête du palmarès des plus hauts gratte-ciel de la planète. Un important effort a été déployé pour réaliser ce projet, tant sur le plan financier qu'humain.

### 02. Tau Tona: la plus grande mine d'or
Située à Carletonville, en Afrique du Sud, elle est profonde de 3,6 km, et ses multiples galeries s'étendent sur 800 kilomètres. Chaque mois, 140 000 tonnes de minerai y sont traitées, pour obtenir finalement 1,6 tonne d'or. 

### 03. Le récif artificiel aux Pays-Bas
En réponse au niveau de la mer qui ne cesse de s'élever, les Néerlandais ont conçu des maisons, des routes, des villes entières qui flottent.

### 04. Le Barrage d’Itaipu
Le barrage d'Itaipu est une des plus grosses centrales hydroélectriques du monde.

### 05. Le Tunnel de Boston
Comment construire une autoroute de dix voies sous une des plus grandes villes des États-Unis? Sans déranger la vie d'une mégapole, un projet de 15 milliards de dollars voit le jour.

### 06. Le Porte-avions USS Ronald Reagan
Le dernier-né des porte-avions américains vous invite à monter à bord pour son voyage inaugural. Arpentez les ponts et les coursives et découvrez la mécanique de précision qui préside à l'organisation de cette ville flottante.

### 07. Les Routes Allemandes
C'est l'un des derniers endroits au monde qui ne connaît pas la limitation de vitesse. Le réseau allemand d'autoroutes fait rêver les chauffeurs et les chauffards.

### 08. Le Golden Gate
Le Golden Gate Bridge (littéralement le « pont de la porte dorée ») est un pont suspendu de Californie qui traverse le détroit du Golden Gate, qui correspond à la jonction entre la baie de San Francisco et l’océan Pacifique. Selon un classement de l’American Society of Civil Engineers, cet ouvrage d'art fait partie des sept merveilles du monde moderne.

### 09. Le Tunnel sous la Manche
Le rêve de Napoléon III et de la reine Victoria est enfin devenu réalité: le tunnel sous la Manche relie la Grande-Bretagne au continent. Non sans peine: inondations et effondrements ont pimenté la tâche des ingénieurs.

### 10. Kansai, l'ile-aéroport
L'aéroport de Kansai a été construit sur une île artificielle dans la baie d'Osaka, par manque de place bien évidemment. Ce complexe, censé résister aux séismes et aux typhons semblerait être en train de couler.

### 11. Le pont du Péloponnèse
Le pont Rion-Antirion est le plus long pont à haubans du Monde. Bâti au-dessus d’une faille sismique, ce pont surplombe une mer profonde 60 mètres. Découvrez comment les ingénieurs ont surmonté la nature.

### 12. la tour Sears de Chicago
La Sears Tower est un gratte-ciel de Chicago (Illinois), aux États-Unis, achevé en 1974 de l'architecte Bruce Graham. C'est à ce jour l'immeuble le plus haut des États-Unis. Dépassant le World Trade Center, c'était également le bâtiment le plus haut du monde (527,3 mètres et 110 étages) entre 1974 et 1998 jusqu'à la construction des tours jumelles Petronas de Kuala Lumpur en Malaisie. 

### 13. Le viaduc de Millau
Ouvert en décembre 2004 dans le sud de la France, le viaduc de Millau est le plus haut du monde, atteignant 343 mètres. Cette mégastructure de 2,5 km de long surpasse même la Tour Eiffel.

### 14. Le pont d’Akashi
Le pont Akashi Kaikyo est le 3e pont suspendu le plus long au monde, il est également le plus haut et le plus coûteux.

### 15. le pont de Copenhague
Du Danemark à la Suède, le pont Oresund est le plus long de sa catégorie. Il a totalement changé la carte de la Scandinavie. Suivez la progression de ce projet et découvrez ce qu’exige la création d’un trait d’union de 16 km.

### 16. l'Airbus A380.
Massif et élégant, l'Airbus A380 marque une nouvelle ère dans l'aviation civile. Retour sur les différentes étapes d'un défi industriel et technologique.

### 17. les îles de Dubaï
Résumé : Un projet colossal est en cours de réalisation dans le Golfe Persique: une île artificielle en forme de palmier qui va changer la forme même de la côte. Suivez la course contre la montre que représente sa construction.

### 18. Les plus grands Pipelines
En 2008, la Norvège sera reliée au Royaume-Uni par un pipeline de 1:200 kilomètres, le plus long pipeline sous-marin du Monde. D'autres projets organisent l'exploitation des réserves de gaz norvégien.

### 19. Les ponts de Chine
La Chine abrite trois ponts exceptionnels: le Lupu, le plus grand pont à arches du Monde, le Runyang, le troisième plus long pont suspendu, et le Sutong, qui sera bientôt le plus long pont à haubans.

### 20. USS Sea Wolf
La dernière génération de sous-marins, dont fait partie l'USS Texas : plus profond, plus silencieux, plus dangereux. À travers des missions d'entraînement et des reconstitutions numériques, découvrez leurs incroyables capacités.

### 21. Centre Kennedy NASA
Résumé : Cap Canaveral est une base de lancement américaine située en Floride (28°27′ de latitude Nord et 80°32′ de longitude Ouest) créée en 1959. C'est une zone militaire. Le nom administratif est John F. Kennedy Space Center. En 1964, elle prend le nom de Cap Kennedy et retrouve son nom de Cap Canaveral en 1973. Elle possède la plus grande construction (tour) roulante au monde dans le complexe no 37 (115 mètres de haut et 3 500 tonnes d'acier). 

### 22. OOCL Atlanta
Résumé : Découvrez les secrets de ces seigneurs des océans : la technologie, la puissance et la science insoupçonnée qui se cache derrière l'ingénierie et la création des supertankers, dans les chantiers navals les plus grands du Monde.

### 23. Les plates formes pétrolières
Résumé : En Mer du Nord, il faut des moyens de prospection particulièrement solides pour extraire le pétrole. C'est le travail le plus dur, avec une des plus grosses installations pétrolières du monde.

### 24. USS Virginia
Résumé : USS Virginia, le dernier-né des sous-marins nucléaires américains, est conçu pour répondre aux nouveaux besoins stratégiques et utilise les technologies les plus avancées.

### 25. Un casino vénitien à Las Vegas
Résumé : Bâti à l'image de la cité des Doges, le Venetian Casino and Resort contient toute une ville. Depuis l'implosion du Sands Hotel jusqu'au percement des canaux, découvrez comment Venise s'est implantée à Las Vegas.

### 26. La base de lancement Sea Launch
Résumé : Voici l'histoire d'un innovation technologique unique au Monde, un site de lancement de satellite transportant des fusées jusqu'à l'équateur et qui place des satellites en orbite depuis une plate-forme flottante.

### 27. Le barrage Hoover
Résumé : Il a fallu cinq ans pour bâtir le barrage Hoover, qui était en 1936 la plus importante installation hydroélectrique. Aujourd'hui, il fournit 4 milliards de kilowatts-heures par an, suffisamment pour 1,3 million de personnes.

### 28. Le canal de Panama
Résumé : Malgré sa réputation de voie navigable à haut risque, le Canal de Panama accueille 14 000 navires par an. Le trafic s'intensifiant, il est prévu de le rendre encore plus important.

### 29. Une ville dans une Pyramide
Résumé : Pour résoudre les problèmes de surpopulation à Tokyo, l'architecte japonais Shimuzu a imaginé une cité-pyramide 55 fois plus grande que celle de Gizeh, pouvant accueillir 750 000 personnes. 

### 30. la station spatiale internationale
Résumé : La NASA amorce les premières réflexions sur un projet de station spatiale sur orbite terrestre dès le début des années 1960. Suivant le concept d'alors, elle serait occupée en permanence par un équipage de dix à vingt astronautes et déjà, on prévoit de nombreuses applications : laboratoires, observatoire astronomique, ateliers de montage, dépôts de pièces et matériel, station-service, nœud et base de transport et de relais. De 1963 à 1966, les plans d'une station orbitale s'inspiraient directement du matériel mis en œuvre pour les missions Apollo.

### 31. l'ultime grand huit
Résumé : Kingda Ka, c'est le plus grand et le plus rapide circuit de montagnes russes jamais construit. Capable de vous entraîner de 0 à 200 km/h en 3,5 secondes, haut de 45 étages, Kingda Ka est un véritable géant.

### 32. La ville suspendue
Résumé : Aujourd'hui, les grandes villes débordent de toutes parts. La « Cité du Ciel » de Tokyo pourrait être la solution à la surpopulation.

### 33. Les méga excavateurs
Résumé : Les excavateurs sont des gros engins de terrassement à fonctionnement continu utilisés pour les travaux à très grand rendement, par exemple dans les carrières et dans les exploitations minières. Ils sont généralement automoteurs et se déplacent au moyen de chenilles.

### 34. Anatomie d'un Gratte-ciel
Résumé : La plus haute construction d'Amérique du Nord est désormais la tour Sears, à Chicago, avec ses 442 mètres. Visite guidée et secrets de fabrication, dans la ville qui inventa le gratte-ciel.

### 35. La montagne d’ordures
Résumé: Découvrez le monde gigantesque des ordures dans la plus grande décharge américaine, à Puente Hills, en Californie. 2 000 tonnes d'ordures y sont traitées en une heure.

### 36. Taipei
Résumé : Taipei 101. C'est le plus haut immeuble de la planète, union de design, de technologie, de pouvoir et de prestige. Il se dresse au cœur de Taipei, une des zones les plus sensibles sismiquement.

### 37. Le réservoir à requins de San Francisco
Résumé : La construction de la nouvelle académie des sciences de San Francisco, l’un des plus grands aquariums au monde 

### 38. La super centrale d'Algérie
Résumé: La plus grande centrale électrique en Algérie sera opérationnelle à la fin de l’année 2008. 

### 39. Les Trains du Futur
Résumé : Se déplaçant à 430 km/h, un train à la lévitation magnétique commence un parcours de 30 km, soit 8 minutes de trajet. La technologie MAGLEV pourrait changer les voyages dans le futur.

### 40. Le Port de Rotterdam
Résumé : Le port de Rotterdam est une véritable autoroute: chaque jour, 450 navires y font transiter un million de tonnes de fret pour l'équivalent d'un milliard de dollars. En toile de fond: trafic, concurrence et supertanker.

### 41. Les Forages en haute mer du nord
Résumé: La construction du plus grand gazoduc du monde

### 42. La grande course des montagnes russes
Résumé: Préparez-vous ! 2006 verra le lancement de trois nouvelles montagnes russes vertigineuses qui donneront la chair de poule à quiconque sera assez téméraire pour tenter l’aventure. 

### 43. Les inconstructibles Hallandsas
Résumé: Le percement d'un tunnel sur la ligne ferroviaire reliant Malmö à Göteborg, dans de la roche altérée, est un défi : la fin des travaux est escomptée en 2011.

### 44. Conception de la BMW série 6
Résumé: Conception de la BMW série 6, des premiers coups de crayons jusqu'à la commercialisation.

### 45. Le méga-pont de Bangkok
Résumé: Le méga-pont de Bangkok», où des ingénieurs ont imaginé un pont pour réduire les embouteillages dans la capitale thaïlandaise.

### 56. Megastructures De Légende: Le Colisée
Résumé: Le Colisée de Rome, un monument en avance sur son temps qui a inspiré tous les plus grands stades modernes.

### 57. Le Nouveau Ferry d'Hawaï
Résumé: le Hawaï Super Ferry, un catamaran de 14 000 tonnes conçu pour transporter près de 1 000 passagers 300 véhicules et des volumes considérables de marchandises. Bâti entièrement en aluminium et équipé de quatre moteurs, ce bateau assure quotidiennement la liaison entre les différentes îles de l'archipel d'Hawaï, depuis le mois d'août 2007. 

### 58. Le barrage géant en Islande
Résumé : Barrage géant en Islande. Le gouvernement islandais a commandé la construction d'une usine hydroélectrique de grande ampleur, sur le plus grand glacier du monde. Ce projet se décline en 3 parties : un barrage, l'usine produisant l'électricité et un tunnel les reliant

### 59. L’hôtel 7 étoiles de Dubaï
Résumé : Après l'épuisement des ressources pétrolières, Dubaï tente de devenir la première destination touristique du monde. Le palace Burj al Arab, en construction sur une île artificielle, est la preuve d'innovations incroyables en matière d'ingénierie. Véritable icône architecturale du XXIe siècle, cette tour, mesurant plus de 320 mètres de hauteur, émerge de la mer telle la voile d'un navire. Comment ses concepteurs, pourtant novices en la matière, ont-ils planifié et réalisé la construction du plus grand et du plus luxueux hôtel au monde ?

### 60. Le paquebot suprême
Résumé : Comment a-t-on procédé pour construire le « Freedom of the Seas », le plus grand paquebot ayant jamais existé ? Les caméras suivent les différentes étapes de sa conception, depuis ses débuts au chantier naval en Finlande, jusqu'aux ultimes finitions dans le port de Hambourg

### 61. Mégastructures De Légende: L’Empire Romain
Résumé : Byzance, capitale de l'Empire romain d'Orient est une ancienne cité grecque fondée au VIe siècle av. J.-C. En 324 apr. J.-C., après deux siècles de guerres incessantes, Constantin le Grand prend le contrôle des deux parties - orientale et occidentale - de l'Empire romain et décide d'agrandir et de changer le nom de la ville. Six semaines après son accession aux trônes, il dessine les limites de sa nouvelle capitale impériale, la nouvelle Rome : Constantinople. Le christianisme orthodoxe devient la religion officielle et la population afflue

### 62. Les Îles - Monde
Métropole de tous les excès, Dubaï entreprend la «construction» d'un archipel qui, vu du ciel, représentera la carte du monde. Plusieurs milliers de tonnes de sables sont convoyées à quelques encablures de la côte.

### 63. Hi-tech Prison
Pour être achevé d'ici à 2007, le Maryland's North Branch Correctional Institution sera l'un des pays les plus salut-technologie prisons. La conception et la construction de l'installation et de l'amélioration de certains dispositifs de sécurité installés sont explorées dans cet épisode.

### 64. Le téléphérique de Hong Kong
Le téléphérique de Hong Kong. Un des systèmes téléphériques des plus impressionnants au monde est celui de l'île de Lantau, à Hong Kong. Il trace un chemin sur près de 6 km, traversant une chaîne de montagnes et une branche de la mer de Chine, pour relier la ville d'Hong Kong au parc de Ngong Ping, dominé par une statue de Bouddha de 34 mètres de haut

### 65. Les Camions
C'est le titan de la route, pouvant tirer des véhicules de 36 tonnes. Le camion modèle 387 se résume à plus de 20 000 éléments à assembler, un défi pour ses concepteurs. 

### 66. Le cube de Pékin
Le cube de Pékin.' Nous sommes en train de construire un bâtiment en papier-bulles!'. Le Centre national de natation à Pékin est ainsi décrit par l'un des ingénieurs qui a collaboré au projet.

### 67. L’acier
L'acier est l'un des matériaux de construction les plus robustes, polyvalents et durables que l'homme connaît. Au moment où les techniques nécessaires pour le produire ont été maîtrisées, les architectes et les ingénieurs ont commencé à explorer son potentiel, et notre monde a changé d'aspect. L'acier a permis de construire de grands monuments comme le Brooklyn Bridge, le Gateway Arch à Saint Louis, et l'Empire State Building

### 68. Le pont de Washington
Le pont de Washington. Pour remédier aux problèmes de circulation dans les environs de Washington D.C, la construction d'un grand pont a été envisagée : un ouvrage de douze voies qui traverserait le Potomac.

### 69. Le béton
Le béton ne jouit pas généralement d'une bonne réputation, étant associé aux immeubles modernes utilitaires et laids. Pourtant, dès l'époque de l'Empire romain, le béton a été utilisé pour construire des édifices non seulement solides, mais aussi élégants, par exemple le dôme du Panthéon à Rome. Beaucoup de constructions qui ont changé notre monde n'auraient jamais pu être réalisées sans cette matière, comme le canal de Panama

### 70. La brique
Les briques constituent un des premiers matériaux utilisés par l'homme pour construire des bâtiments, dès le 8e millénaire avant notre ère. Si les édifices modernes ont plus souvent recours à l'acier et au béton pour créer des structures solides, les briques trouvent toujours leur place comme matière d'embellissement, rendant moins froides les façades des immeubles et des buildings

### 71. L'USS John C. Stennis (CVN-74)
L'USS John C. Stennis (CVN-74) est un porte-avions polyvalent américain à propulsion nucléaire, faisant partie de la classe Nimitz. Il est le quatrième porte-avions de la sous-classe Theodore Roosevelt, et fait partie des 11 porte-avions géants de l'US Navy.Ce porte-avions tient son nom d'un sénateur démocrate de l'État du Mississippi, John Cornelius Stennis (1901-1995), qui était un fervent partisan de la marine. Le fait que Stennis soit originaire d'un État sudiste valut au porte-avions le surnom de « Johnny Reb » (en référence à la guerre de Sécession).

### 72. la force des océans
Trois équipes d'ingénieurs ont développé chacune une technologie expérimentale pour créer une énergie propre. Leur objectif : utiliser la puissance marine pour produire de l'électricité. Le projet Seagen promet d'utiliser des turbines sous forme d'éoliennes sous-marines dans les courants maritimes irlandais. Le Roosevelt Island project s'essaie dans l'east river à New York pour alimenter avec des turbines un garage et un supermarché avoisinants. En Écosse, une équipe a construit un serpent de mer rouge flottant qui convertit l'énergie des vagues océaniques en électricité. Les premiers tests au Portugal s'avèrent concluants…

### 73. L'électricité dans le miroir
Nevada Solar One est un projet qui prévoit d'alimenter 30 000 foyers en électricité grâce à l'énergie solaire. L'ingénieur en chef a imaginé un nouveau style de panneau solaire, et créé via des entreprises européennes des miroirs paraboliques. Implantés en plein désert du Mojave sur une centaine d'hectares, le champ de miroir concentre l'énergie du soleil en suivant son rythme. La chaleur est emmagasinée dans des kilomètres de tubes spéciaux et transformée en électricité par une turbine. Seul problème, le soleil se couche ! Une firme italienne a trouvé une solution en utilisant un sel spécial. Différents projets solaires plus ou moins similaires éclosent aux États-Unis, tentant de répondre à la nécessité économique et écologique actuelle.

### 74. Le Pont de la baie de Hangzhou
Le pont de la baie de Hangzhou est le plus long pont maritime (transocéanique) au monde : 36 km. Il permet de traverser la région de Zhejiang du nord au sud, réduisant de 120 km la distance entre la capitale économique et financière de la Chine : Shanghai et le deuxième plus grand port du pays : Ningbo. Sa construction faite pour durer 100 ans, a coûté plus de 1,42 milliard de dollars.

### 75. La Chaleur de la terre
La géothermie représente une source d'énergie alternative pour la production d'électricité dans le monde. L'Islande, avec son importante activité géothermique et volcanique, est un exemple de réussite dans la gestion des énergies renouvelables. Aujourd'hui, 70 % de l'énergie du pays provient de sources renouvelables et 99 % de l'électricité du pays est produite par énergie hydraulique et géothermique. Mais la situation idéale de l'Islande n'est pas fréquente sur la planète. Si la Californie bénéficie d'une forte activité géothermique, son environnement totalement différent rend plus difficile son exploitation.

### 76. Le Pentagone
Première visite approfondie du Pentagone, le plus grand bâtiment du monde, après les attentats du 11 septembre. Entretiens inédits avec les rescapés et les sauveteurs.

### 77. La Gare de Berlin
La Berlin Hauptbanhof est la plus grande gare d'Europe. Symbole de la réunification de l'Allemagne, elle assure les connexions entre l'est et l'ouest du pays, mais elle a aussi vocation à relier les grandes capitales européennes. Sa construction a représenté un défi technologique sans précédent et a dû être achevée dans des délais record, puisque l'Allemagne accueillait en 2006 la Coupe du monde football. Pour la première fois, les équipes d'architectes et d'ingénieurs ont réalisé un pont de métal par-dessus une immense toiture de verre diffusant une lumière naturelle dans toute la gare…

### 78. Les Twin Towers - autopsie d'un effondrement
Symbole de la puissance économique américaine, le WTC avait déjà été l'objet d'un attentat, faisant six morts et des milliers de blessés, en 1993. Une camionnette remplie de bouteilles d'hydrogène et d'explosifs avait sauté dans un parking souterrain. l'objectif des terroristes était d'ébranler la tour nord pour qu'elle s'effondre sur la tour sud. Mais la structure avait résisté.

### Superstructures SOS

#### 79. Le miroir des étoiles.
Sean Riley part en quête d'action sur différents chantiers américains et internationaux pour participer à de gros travaux de réparation. 
Le miroir des étoiles. Sean Riley est au Chili, dans le désert d'Atacama, sur le site de l'observatoire européen du VLT (Very Large Telescope). Il s'intègre à l'équipe internationale d'ingénieurs et astronomes pour changer le miroir géant d'un des quatre gros télescopes. La mission s'avère périlleuse car ce miroir vaut quelque 10 millions d'euros et est très fragile. L'ennemi numéro un est la poussière et nettoyer la surface se fait avec une machine spéciale. Malheureusement, celle-ci est tombée en panne…

#### 80. Opération géant des mers.
Sean Riley est aux Bahamas pour assister aux réparations d'un bateau de croisière. Le but est d'installer un nouveau générateur diesel de plus de 300 tonnes. Et pour y arriver, il va falloir percer trois trous dans la coque du palace flottant. Mais auparavant, il faut mettre le navire au carénage. Une fois en place, plusieurs équipes internationales de spécialistes travaillent ensemble…

#### 81. Cargo en panne.
Cargo en panne. Sean Riley est sur une île des Caraïbes afin de participer aux réparations du gouvernail d'un cargo. Le bateau de 50 tonnes était en route vers la Chine et a dû s'arrêter. Résoudre le problème est urgent et coûteux. L'équipe de dépannage qui accueille Sean est soudée et lui réserve quelques initiations de passages. Finalement, il fait sa première plongée et observe cet énorme gouvernail de 10 tonnes. Le travail sous-marin est ardu et fatigant. Le présentateur tiendra-t-il le coup ? La plongée lui permet de découvrir également les fonds marins. Mais le travail à accomplir est périlleux et complexe et demande force et concentration. 

#### 82. Panique sur l'éolienne.
Panique sur l'éolienne. Sean Riley participe à la mise en place d'une éolienne dans la municipalité de Portsmouth, située dans le Rhode Island. C'est un événement pour la ville mais l'assemblage des éléments s'avère périlleux. Les équipes jouent de malchance et accumulent les soucis techniques : camion embourbé, câble qui lâche, vent trop fort… Que de péripéties pour que la ville bénéficie de cette nouvelle production d'électricité !

#### 83. Turbulences à Roissy.
Sean Riley se rend à l'aéroport Charles-De-Gaulle, à Paris, où il s'apprête à assister à la réparation d'un Boeing 767. Installée dans un hangar de l'aéroport français, l'équipe de techniciens américains, l'AOG, l'« Aircraft on Ground », démonte méticuleusement et méthodiquement la carlingue pour réparer le fuselage arrière endommagé. La pièce neuve est transportée depuis Seattle dans un énorme avion cargo. Ce documentaire rend hommage au travail minutieux de ces hommes passionnés qui, telles des fourmis, œuvrent collectivement à la réparation de ce géant d'acier qui les domine de toute sa hauteur.

#### 84. Mission offshore.
Sean Riley atterrit sur une plateforme offshore dans le golfe du Mexique où il va assister au remplacement d'un propulseur géant. Les conditions sont difficiles et le travail risqué mais les plongeurs sont spécialisés pour ce genre de mission. Ils doivent préparer l'enlèvement de l'ancienne hélice et y attacher les câbles dans une mer agitée. Puis ils s'occupent de nettoyer et placer le nouveau propulseur aidé par des machines robotisées.

### 85. Au-dessus du Grand Canyon.
Au-dessus du Grand Canyon. Pour développer le tourisme sur leur réserve, la tribu Hualapai a commandé un projet inédit et ambitieux. Afin de faire profiter de la vue exceptionnelle du Grand Canyon, ils ont fait construire une passerelle de verre à 1 200 mètres au-dessus du sol. Avec un souci du respect de l'environnement et du décor, la passerelle en forme de fer à cheval dépasse de 20 mètres le bord. Achevée en 2007, 120 personnes peuvent désormais s'y promener ensemble.

### 86. L'hélicoptère Air-crane
L'hélicoptère Air-crane. Les hélicoptères Air-crane sont spécialement conçus pour transporter des matériaux lourds. Sortes de "grues volantes", ils servent à construire des tours d'antennes, à faire des travaux forestiers et occasionnellement comme bombardiers d'eau. Trois pilotes sont nécessaires : deux à l'avant et un à l'arrière qui manœuvre les commandes. Ce type d'hélicoptère peut soulever plusieurs tonnes et était surtout utilisé par l'armée, notamment pendant la guerre du Viêt Nam. 

### Superstructures évolution

#### 87. Le barrage des trois gorges
Le barrage des trois gorges en Chine s'étend sur plus de deux kilomètres et est le plus long du monde. L'immense chantier, achevé en 2006, a duré plus de dix ans et génère quelque 20 000 mètres cubes d'eau par seconde, de quoi subvenir aux besoins électriques de millions de personnes. Et les constructions passées en Angleterre, aux États-Unis et en Russie ont contribué à l'amélioration technique. Mais la construction de ce complexe hydroélectrique sur le Yangtsé a ses revers, entraînant le déplacement en masse de villageois, des dommages environnementaux et un risque patrimonial. La technique et l'ingénierie nécessaires représentent un vrai défi qui en font le barrage le plus puissant, jusqu'au prochain…

#### 88. La station spatiale internationale
Cette série retrace l'évolution technologique des constructions ou inventions au fil des siècles, comme celle des télescopes, des barrages ou des dômes. 
La station spatiale internationale. La conquête de l'espace est depuis les années 1960, un enjeu important. Et c'est en 1971 que la première station spatiale est envoyée en orbite par l'Union soviétique. Deux ans plus tard, les Américains envoient leurs astronautes à bord de Skylab. La technologie et les avancées scientifiques permettent aux hommes de vivre pour un temps dans ces stations rudimentaires dans l'espace. Les équipages et équipements sont réduits mais après Apollo, Soyouz et Mir, la station spatiale internationale (ISS) réunit des équipages internationaux depuis 1998 dans de meilleures conditions. 

#### 89. Transatlantiques.
Transatlantiques. L’Independence of the seas est l'un des plus gros paquebots de croisière au monde. Et depuis plus d'un siècle, l'évolution des constructions marines a permis d'atteindre des records de capacité. Ce navire pèse quelque 160 000 tonnes et est une vraie petite ville flottante, loin des bateaux d'auparavant.

#### 90. Télescopes
Télescopes. Depuis le télescope créé par Newton en Angleterre au XVIIe siècle, la technologie oculaire a permis la conception de télescopes d'une incroyable puissance. Le LBT, large binocular telescope, peut ainsi plonger au cœur de l'univers et des galaxies depuis l'Arizona.

#### 91. Dômes
Dômes. Du dôme du Panthéon de Rome à celui de l'Oita stadium au Japon, l'évolution des constructions et des matériaux a permis d'ériger des bâtiments de plus en plus imposants. Si celui de la cathédrale de Florence faisait 45 mètres, celui de l'Oita stadium atteint les 274 mètres et s'ouvre comme un œil.

#### 92. Plateformes pétrolières
Plateformes pétrolières. Cet épisode présente six plateformes pétrolières avec leurs évolutions technologiques et matérielles, de la plus petite à la plus grande. Celles-ci puisent chaque fois plus profondément l'or noir. Perdido, la gigantesque plateforme au large de l'Amérique atteint les 2 380 mètres… 

#### 93. Tunnels.
Tunnels. Le plus grand des tunnels ferroviaires joindra en 2018 Zurich à Milan. Mais les ingénieurs doivent passer à travers un sacré obstacle : le mont Saint Gothard dans les Alpes. Ils s'inspirent de la méthode d'un ingénieur français, Brunel, qui a construit le tunnel sous la Tamise au XIXe siècle, qui lui-même s'est inspiré d'un mollusque pour consolider l'étanchéité des constructions. Et à chaque tunnel, celui de Mersey, de Simplon ou sous la Manche, a soulevé différents problèmes et apporté de nouvelles évolutions. Mais aujourd'hui, les ingénieurs disposent de machines et de technologies perfectionnées pour creuser la roche et parer aux infiltrations sur les 57 kilomètres. Cependant, une telle entreprise reste un défi.

#### 94. Greensburg

##### Épisode 1
Le 4 mai 2007, Greensburg, petite ville du Kansas (États-Unis), est frappée par une terrible tornade. 95 % des bâtiments, collectifs comme individuels, sont détruits. 
Le Conseil municipal décide de transformer cette catastrophe en occasion de reconstruire les bâtiments municipaux selon des normes et le label écologique américain LEED (Leadership in Energy and Environmental Design). Ses habitants et les entrepreneurs sont invités à accompagner ce projet…

##### Épisode 2
La pépinière d'entreprises
L'incubateur d'entreprises de Greensburg a reçu des fonds pour construire un centre commercial certifié LEED Platinium, doté notamment de panneaux solaires

##### Épisode 3
Reconstruire vert. La décision du Conseil municipal de faire de Greensburg une ville verte est un projet global. Ainsi, tous les bâtiments sont reconstruits en respectant des critères écologiques : l'université, l'hôpital, le supermarché, les maisons individuelles et même l'église.

### Superstructures XXL

#### 95. Les Grands huit
Danny Foster guide le téléspectateur à travers les constructions les plus impressionnantes de notre planète. 
Les grands huit repoussent de plus en plus loin les limites de l'endurance humaine ; leurs ingénieurs conçoivent des pentes et des accélérations toujours plus fortes. 
Dans un parc d'attractions de Virginie, Danny Forster assiste à la construction d'immenses montagnes russes en acier. Puis il part dans le Minnesota où un circuit de montagnes russes en bois est en cours de réalisation.

#### 96. Le centre des finances de Shanghai
Le centre des finances de Shanghai. Au rythme d'un étage construit chaque semaine avec, en prime, le vertige, le froid et le vent, Danny Forster a participé à la construction de l'un des gratte-ciel les plus hauts de Chine : le centre des Finances de Shanghaï. La tour, qui mesure 492 mètres, a été inaugurée en août 2008.

#### 97. Tunnel à haut risque
Tunnel à haut risque. Danny Forster nous fait vivre de l'intérieur l'une des percées de tunnel les plus dangereuses au monde. Non loin de Los Angeles, à 3 000 mètres de profondeur, deux immenses tunnels sont creusés sous la montagne pour approvisionner le sud californien en eau potable. Les travaux ont dû faire face à des effondrements et des inondations, dus à la proximité de la faille de San Andreas.

#### 98. Les palaces flottants
Les palaces flottants. Dans les Caraïbes, Danny Forster assiste et participe à la construction du Liberté des mers, l'un des plus grands bateaux de croisière du monde. Cette véritable ville flottante peut accueillir jusqu'à 5 000 personnes à son bord… 

#### 99. La tour Trump de Chicago
La tour Trump de Chicago. Danny Forster se rend à Chicago, où le célèbre milliardaire américain Donald Trump fait bâtir l'un des plus hauts gratte-ciel du monde en béton armé. Achevée à l'été 2009, cette tour est la deuxième plus haute des États-Unis… 

#### 100. Le nouveau stade de Dallas
Le nouveau stade de Dallas. Danny Forster assiste à la construction du nouveau stade des Cowboys de Dallas destiné à accueillir 100 000 spectateurs. Le stade comporte notamment un toit amovible extrêmement pentu avec d'immenses verrières et un gigantesque écran… 

#### 101. Le pont du3emillénaire.
Le pont du 3e millénaire. Danny Forster assiste au montage de l'un des derniers tronçons du pont suspendu Stonecutter à Hong Kong. Les équipes doivent faire vite avant que la saison des typhons ne commence.

#### 102. Le deuxième canal de Panama.
Le deuxième canal de Panama. Depuis le début du XXe siècle, grâce au canal de Panama, les bateaux peuvent aller de l'océan Pacifique à l'océan Atlantique en à peine 10 heures. Le canal étant trop étroit et trop encombré, des ingénieurs construisent une nouvelle voie. Alors qu'il avait fallu 35 ans pour réaliser le premier canal, le nouvel ouvrage devra être percé en seulement 7 ans… 

#### 103. Un barrage au cœur des Andes.
Un barrage au cœur des Andes. Danny Forster emmène le téléspectateur au cœur d'un gigantesque projet, dans la cordillère des Andes. Les Péruviens construisent un immense barrage pour créer un lac. Dans le même temps, ils creusent l'un des tunnels les plus profonds au monde, dans une roche instable, pour faire passer sous la montagne l'eau retenue par le barrage. Si ce projet réussit, deux tiers des terres du Pérou deviendront cultivables et 100 000 emplois pourront être créés. Toutefois, les dangers rencontrés par les ouvriers sont multiples : tremblements de terre, glissements de terrain..

#### 104. Un hôtel a grande vitesse.
Un hôtel a grande vitesse. Danny Forster est à Abu Dhabi, une mégalopole en pleine transformation, aux portes du désert. Il participe notamment au chantier d'un grand hôtel situé tout près du nouveau circuit de Formule 1. 

#### 105. NASA: Objectif Mars
Danny Foster découvre l'un des endroits les plus sécurisés au monde : le centre spatial de la NASA, situé sur le Cap Canaveral en Floride. Alors qu'Endeavour, la cinquième et la plus récente des navettes spatiales, va effectuer l'un de ses derniers vols, la NASA lance une nouvelle mission, «Constellation». Les ingénieurs conçoivent une gamme de fusées et de rampes de lancement avec l'objectif de renvoyer l'homme sur la Lune et de le faire marcher sur Mars. Mais la construction de ces nouveaux engins n'est pas le plus gros défi : il faut aussi préparer physiquement les astronautes à accomplir ces missions.

#### 106. Une nouvelle ville pour Las Vegas.
Une nouvelle ville pour Las Vegas. Le City Center de Las Vegas est un des projets de construction à financement privé les plus chers au monde ; son coût est de 8 milliards d'euros. Ce projet vise à réintroduire une zone résidentielle au sein de Las Vegas. Six gratte-ciel sont construits en même temps. Cette véritable cité à l'intérieur de la ville doit comprendre, à terme, trois hôtels, un casino, un centre commercial et plus de deux mille appartements. 

### 107. Superstructures après le choc. Train.
En avril 2007, le TGV a battu un record de vitesse en atteignant 574 kilomètres à l'heure. L'AGV (Automotrice à Grande Vitesse), actuellement construite en France, révolutionnera le réseau ferroviaire européen. Conçue pour circuler sur toutes les voies d'Europe, elle permettra de relier Calais à Marseille en trois heures. Si un problème survenait à cette vitesse, l'accident serait dramatique… Les ingénieurs tirent donc des leçons du passé en étudiant les causes de divers accidents. Étoffé de témoignages d'experts et de rescapés d'accidents, ce documentaire retrace en parallèle trois catastrophes ferroviaires : le heurt d'un train express contre un pont, en Allemagne, en 1998 ; la collision entre un train de banlieue et un train à l'arrêt dans une gare parisienne en 1988, et l'accrochage de deux trains express en Écosse en 1979.

### Megafactories

#### 108. Ikea
Présent dans 36 pays et 296 magasins, Ikea est synonyme de design et d'un bon rapport qualité / prix. Pour répondre à la demande et fournir plus de 10 000 articles, les fournisseurs sont présents dans cinquante-quatre pays. Mega Factories vous fait découvrir les usines polonaises qui produisent le textile et les articles en bois et les trois usines suédoises qui se partagent les fibres et les articles de cuisine.

#### 109. Rolls Royce
Avec sa carrosserie en aluminium super résistant, ses luxueuses boiseries réalisées à la main et son somptueux revêtement en cuir, la production de la Rolls-Royce Phantom nécessite deux mois de travail et la participation d'une centaine d'artisans hautement qualifiés, dispersés dans trois usines différentes.